# Tixter
Tixter (în arabă تقصطر) este o comună din provincia Bordj-Bou-Arreridj, Algeria.
Populația comunei este de 10.190 de locuitori (2008).